# Mizuki Hayashi
Mizuki Hayashi (林 瑞輝 Hayashi Mizuki?), född 4 september 1996 i Osaka prefektur, är en japansk fotbollsspelare.
Hayashi började sin karriär 2015 i Gamba Osaka. 2020 flyttade han till Renofa Yamaguchi FC.